# Стилос

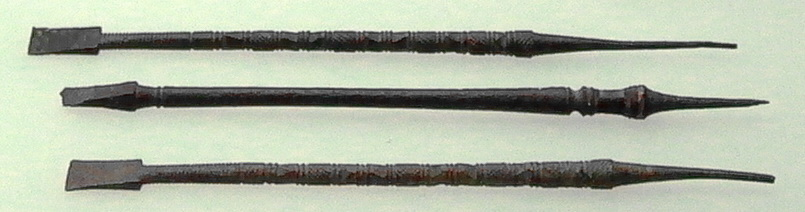
Римские стилосы

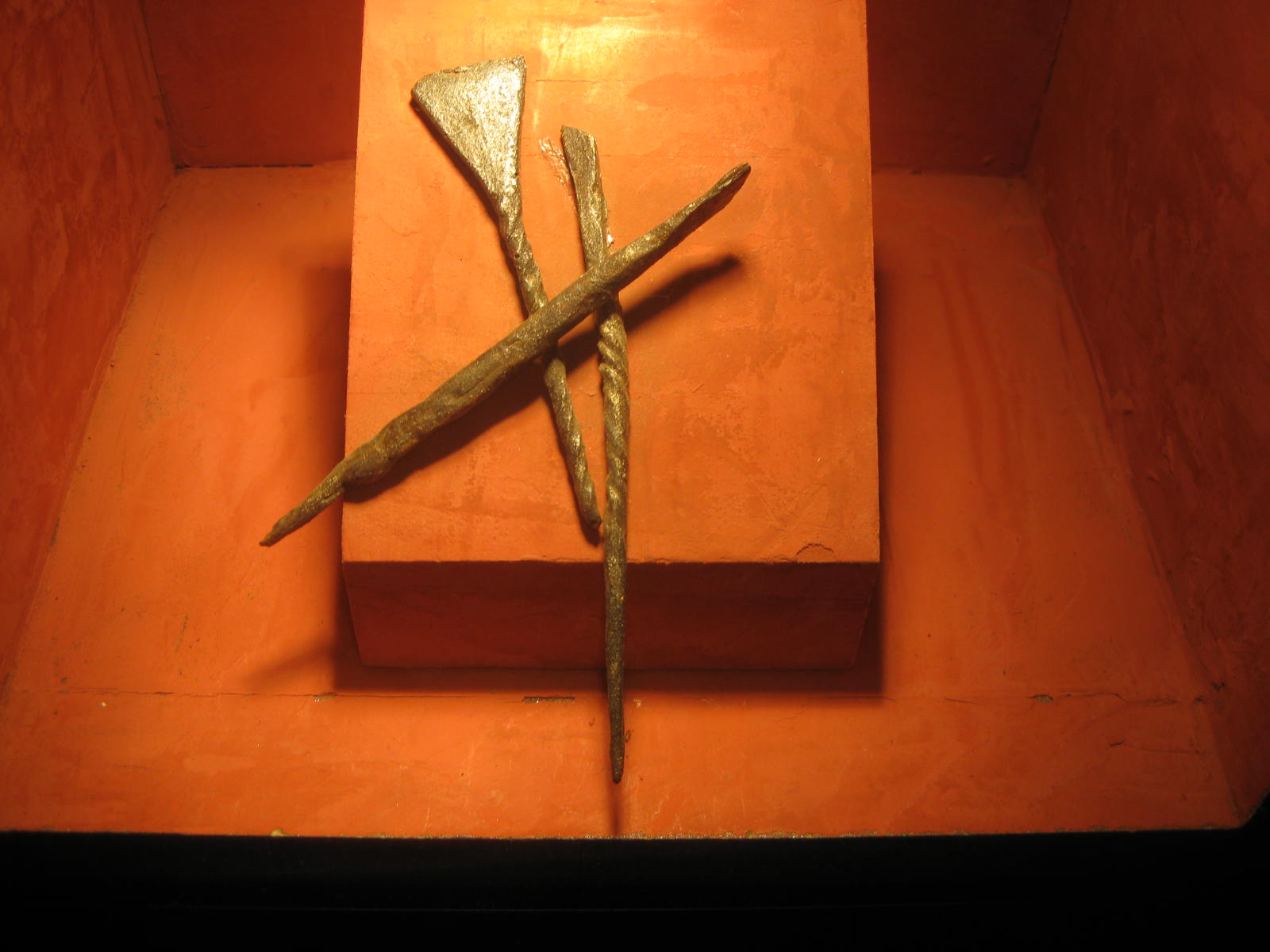
Великая Моравия (Археопарк Микульчице)

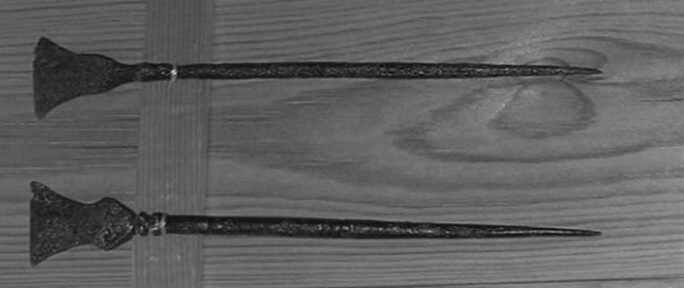
Россия, XIII век

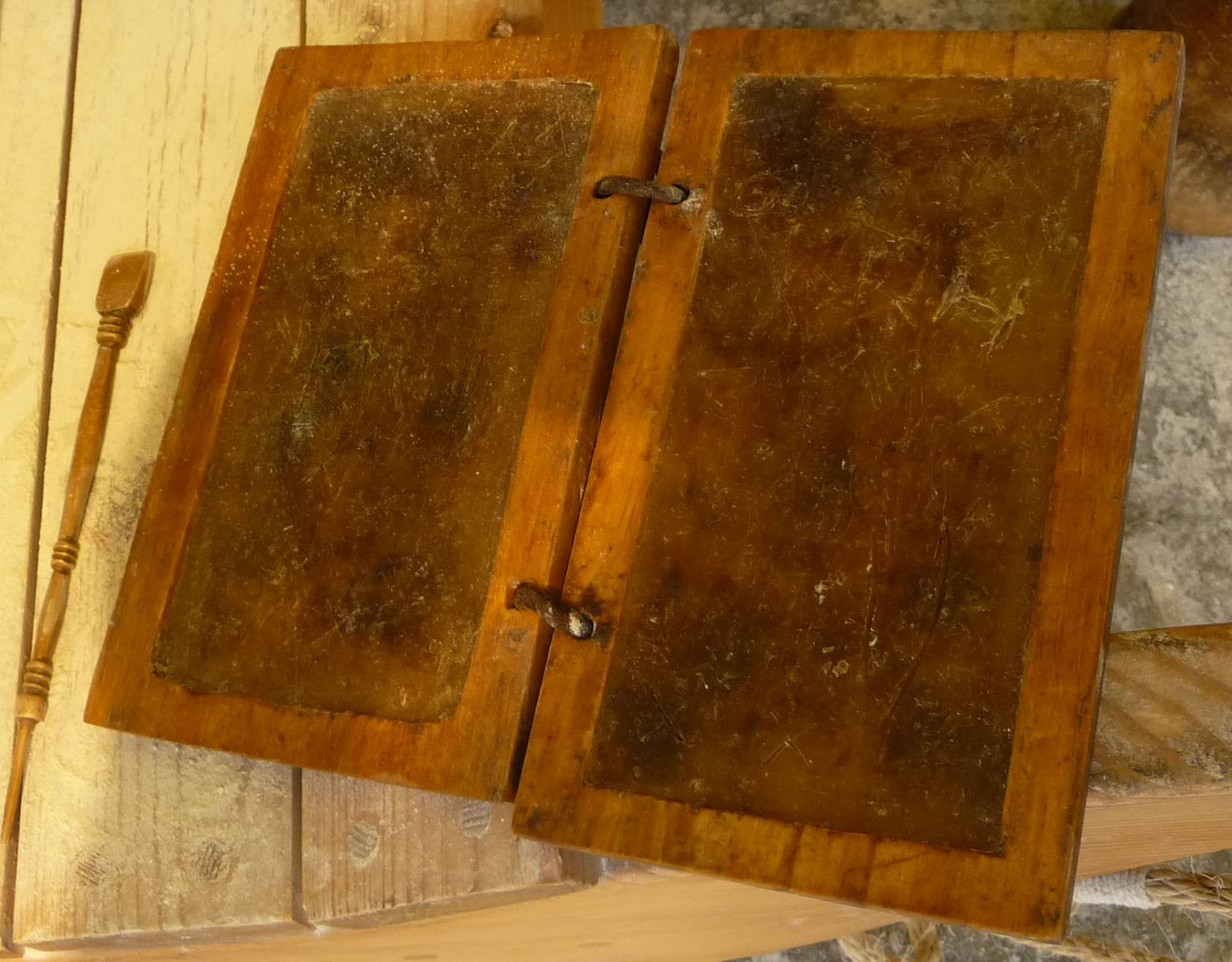
Письменные принадлежности: писа́ло и цера (диптих)

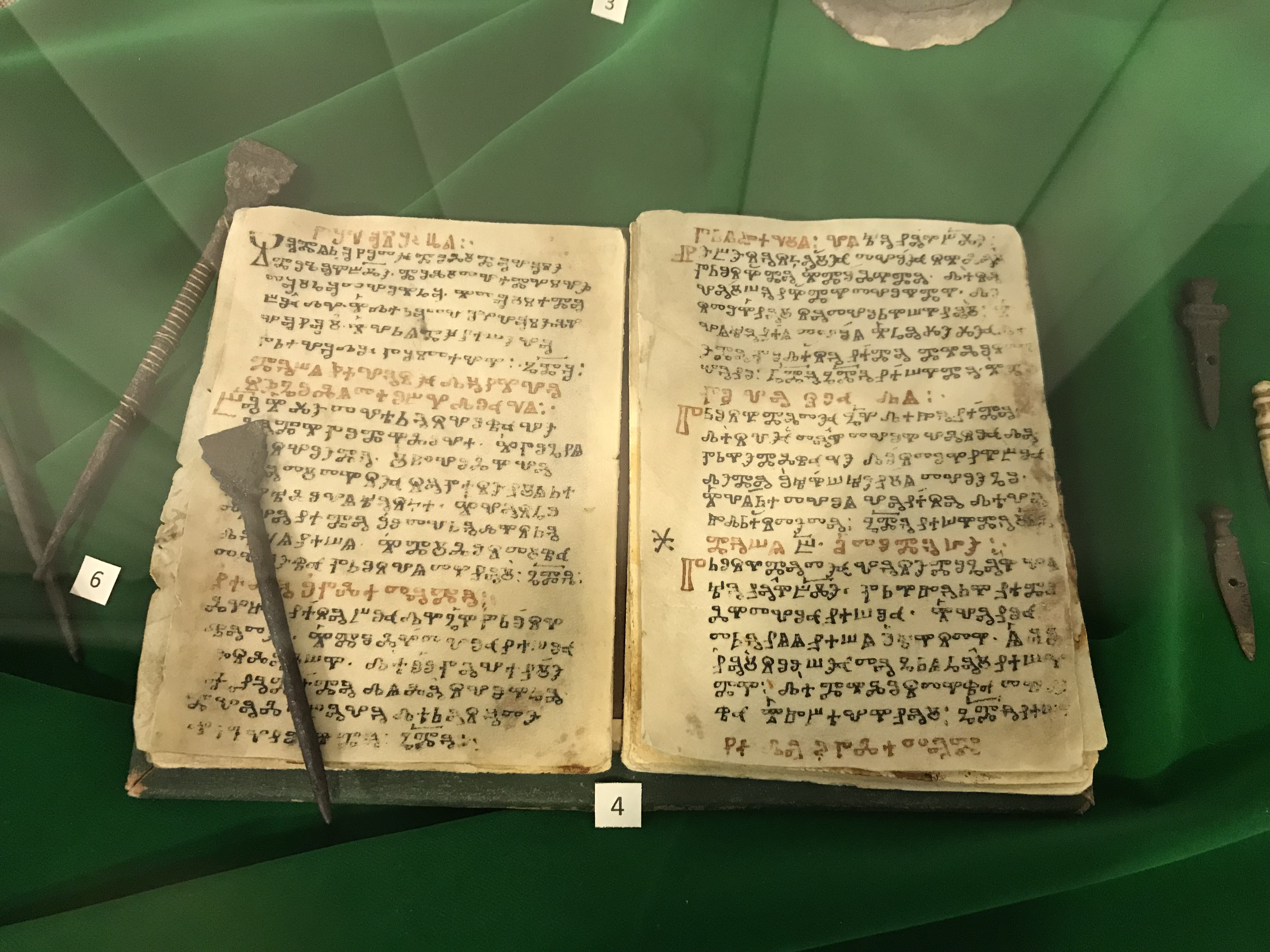
«Киевские глаголические листки» (копия) и писа́ла. Музей истории Киева

Стилос (по воску), стило́ (от др.-греч. στῦλος — «столб, колонна, писчая трость, грифель»; ивр. קולמוס‎ — ко́льмос, от лат. Calamus — «тростник; перо для письма») — инструмент для письма в виде остроконечного цилиндрического стержня (длиной 8—15 см и диаметром около 1 см) из кости, металла или другого твёрдого материала. Стилос широко применяли в античности и Средние века. Заострённый конец стилоса использовали для нанесения (процарапывания) текста на восковых табличках. Противоположный конец делали уплощённым (в виде лопаточки) и округлым, чтобы стирать написанное.
На Руси называли «писа́ло».

## История
Стилос широко использовали от архаичных времён до позднего средневековья для черновиковых записей.
Европейцы (античные греки и римляне) писали стилем (стилусом) на табличках с восковым покрытием. Остриём на воске процарапывали текст, а ненужное затирали обратной, тупой верхушкой стиля, которую изготавливали в виде лопаточки или шара. Название этого инструмента вызвало появление отвлечённого понятия «стиль», уже в древности ставшего синонимом литературного слога.
Гораций щедро делился рецептом достижения успеха и советовал поэтам «чаще перевёртывать стиль» (лат. stylum vertere), то есть чаще стирать написанное и переписывать заново, совершенствуя своё произведение.
Юлий Цезарь умер после 23 колотых ранений, нанесённых заговорщиками. Удары были нанесены стилосами, поскольку в здание, где заседал римский сенат, вход с оружием был воспрещён. Цезарь пытался сопротивляться, проткнув руку одному из нападавших (вероятно, им оказался Гай Сервилий) своим стилосом, но скончался от большой кровопотери.

### На Руси
На Руси стилосы широко использовали для письма на церах. Об этом свидетельствуют многочисленные найденные при археологических раскопках в Новгороде стили и один полиптих. Древнейшие стили-писа́ла в Новгороде происходят из слоёв 953—989 годов. До открытия берестяных грамот версия о том, что это именно писа́ла, не была преобладающей и их часто описывали как гвозди, шпильки для волос или «неизвестные предметы».
К 2000 году коллекция новгородских писал составляла свыше 200 экземпляров, которые были обнаружены практически на всех раскопах: Буяном (Лубяницком), Готском, Дубошинском, Неревском, Посольском, Славинском, Тихвинском, Троицком, Федоровском, на Прусской улице, на Рюриковом городище и других. Учитывая изменения в оформлении верхней части писала — лопаточки, А. Ф. Медведев выделил 15 типов писал, встречаемых в Новгороде. В связи с новыми археологическими открытиями, число типов увеличено до 19.
У писал типа 1 форма лопаточки напоминает четырёхугольник или трапецию, слегка суженную к стержню. В центре большинства из них находится сквозное отверстие. 9 из них изготовлены из кости (вариант «а»), 2 — из железа (вариант «б»). 7 костяных писал обнаружено в слоях Неревского раскопа и два — в слоях Троицкого раскопа. Костяные писала датируют серединой X века — первой половиной XI века. Они являются древнейшими в хронологическом ряду. Аналогичные писала встречены во Пскове, Изборске, Латвии и Карелии. Железные писала типа 1 встречены в слоях конца XIII века — начала XIV века. Они меньшего размера, стержень в сечении — круглый, но имеет слегка сглаженные грани.
У писал типа 2 — лопаточка со срезанным верхом, слегка полукруглой формы, сужается по контуру к стержню. В месте перехода от лопаточки к стержню появляется имеющий шарообразную форму упор, иногда дополненный валиками. Писала типа 2 с витым стержнем и с бронзовым покрытием найдены в Новгороде в слоях конца X века — начала XI века, с гладким стержнем — в слоях середины XI века — середины XII века. Писала с гладким стержнем также найдены в Старой Рязани, Галиче, Минске и других местах.
Металлические писала типа 3 — с лопаточкой, напоминающей форму бокальчика, делят на 3 варианта. В Новгороде писала типа 2 найдены в слоях конца XI века — середины XII века. В таких городах как Визиж, Курск, Псков, Волоковыск, Новогрудок они найдены в слоях XII—XIII веков.
Писала типа 4 делятся на 2 варианта. В Новгороде они бытовали во второй половине XI века и первой половине XII века, в Минске и Новогрудке их датируют также XI—XII веками, в остальных городах (Волковыске, Ковшарском городище (под Смоленском), Киеве, Вышгороде, Среднем Посулье, Семьинском городище (под Владимиром)) — домонгольским периодом.
Металлические писала типа 5 — с крестообразной прорезью кроме Новгорода встречены на юго-западе Руси в слоях XII—XIII веков: Берестье, Звенигороде (близ Галича), Витичеве (близ Киева), Звенигороде (Львовская область). Бронзовое писало из Новгорода — вариант «а» — идентично с бронзовым писалом из Вышгорода Рязанского (XI—XII веков). То же самое отмечает А. Ф. Медведев относительно двух писал из Витичева и Звенигорода Львовской области. Вариант «в» представлен писалом, найденным в слоях первой половины XIII века на Троицком раскопе. Писало из рога, в целях декорирования оно было обожжено, поэтому и сегодня производит впечатление полированного предмета тёмно-коричневого цвета. Лопаточка с одной стороны — богато орнаментирована, с другой — по центру присутствует крестообразная прорезь со следами точек. Над прорезью слева находятся 2 знака, напоминающие буквы «л» и «о». Не исключено, что владелец попытался оставить здесь свои инициалы. В завершении верхнего края лопаточки — сквозное небольшое отверстие. Писало по размерам превышает все остальные, составляющие новгородскую коллекцию, его общая длина достигает 19,7 см. Верхняя часть писала по форме напоминает прялку. Вероятно, по функциональному назначению оно могло быть использовано не только для письма, но и для ткацкого дела при вытягивании нити, как в своё время отмечал А. В. Арциховский определяя принадлежность аналогичных предметов.
У писал типа 6 — лопаточка имеет форму острорёберного бокальчика с перехватом в середине корпуса. Этот тип является промежуточным между типом 3 и 7. Аналогичные писала найдены на памятниках возле Киева, Чернигова, Галича (Волынского), Новогрудка и Вылковска середины XII века.
У писал типа 7 лопаточка имеет форму изящного бокальчика с оттянутыми краями. Это один из самых распространённых типов. Аналогичные по форме писала встречены в таких городах, как Киев, Чернигов, Минск, Новогрудок, Старая Рязань, Владимир и других, где они также датируются XII—XIII веками. Тип 8 — один из самых многочисленных типов новгородской коллекции писал. Лопаточка по форме напоминает «сечку», образующую вместе с шейкой и стержнем букву «Т». Они встречаются в Новгороде с начала XI века и существуют вплоть до XV века.
Единичные находки писал типа 8 встречены в Пскове, Белоозере, Суздале, городе Слободке, в Рязанской области, в Ярополке Залесском, в Минске и Познани.
Тип 9 представлен писалом из Неревского раскопа. Лопаточка пятиугольной формы с двумя отверстиями, вероятно, предназначенными для крепления к поясу. Аналогичные писала встречены в Киеве и Ленковецком городище.
Тип 10 делят на 4 варианта. Лопаточка выполнена в виде овала со срезанным верхом, прямым лезвием с прямоугольными крылышками. К аналогиям можно отнести находки из Водянского городища (под Волгоградом), Пскова и крепости Копорье, которые датируются XIII—XIV веками.
У типа 11 — боковые края лопаточек украшены зубчатыми фигурными вырезами двух вариантов. Писала этого типа найдены в слоях второй половины XII века — XIV века. Эту дату подтверждают аналогии из Старой Ладоги, Смоленска, Суздаля, Владимира, Минска и других мест. Тип 12 — один из самых многочисленных и распространённых типов писал в Новгороде на протяжении с конца X века до второй половины XIV века. Делят на 3 варианта. Лопаточка имеет вид треугольника, основанием которого является прямое лезвие.
Аналогичные писалам типа 12 вариантов «а» и «б» известны из двух крупных болгарских городских центров Плиски и Преслава. Датируют IX века — серединой XI века. Вошедшие в вариант «в» костяные писала из Троицкого раскопа отличаются от остальных формой лопаточки. 2 писала как бы составляют пару, имея некую стандартность в оформлении. Писала типа 12 варианта «в» датируют концом XII века — серединой XIV века.
У писал типа 13 — лопаточка по форме корпуса напоминает перевёрнутый треугольник. В переходе к стержню присутствует упор в виде 1—3 валиков. На Троицком и Неревском раскопах найдены в слоях со второй половины XII века до первой половины XIV века. Эту дату подтверждают и аналогии с других территорий: Волоковыска, Чернигова и других мест. Однако, писало подобной формы найдено при раскопках Пражского града в слоях конца X века.
Все писала типа 14 найдены в Новгороде и датируют XIV веком — началом XV века. Многими исследователями писала этого типа были причислены к булавкам.
У писал типа 15 нет лопаточки. Они представлены гранёными и гладкими заострёнными стержнями с головкой в виде шестигранника, но чаще — округлой формы. Время их бытования в Новгороде — с середины XIII до XVI века. Аналогичной формы писала встречены в Москве, Устюжне, Никульчино близ Кирова. Датируют XIV—XV веками.
Тип 16 составляют так называемые «составные» писала, которые имеют костяную рукоять, иногда с линейным круговым орнаментом и со вставленным в неё заострённым железным стержнем. В Новгороде они найдены в слоях XIV века и являлись привозными, скорее всего с территории Германии. Некоторые писала имеют прямые аналогии в материалах Риги, Любека и других ганзейских городов.
Тип 17 составляют костяные писала, объединённые по материалу изготовления и весьма разнообразные по форме лопаточки. В вариант «а» вошли писала, у которых верхняя часть представлена овально-фигурным завершением. В вариант «б» включены писала, имеющие геометрическую форму завершения, иногда боковые края лопаточки имеют фигурное оформление (как у писала из древней Карелии, найденного в слоях XIII века). Вариант «в» включает писала-проколки. В отличие от экземпляров, атрибутируемых исследователями как костяные проколки, в данный вариант включены лишь те, у которых расширенная верхняя часть заострена, а значит могла служить рабочим краем — лезвием лопаточки. Все писала типа 17 встречены в слоях XI—XIII веков Троицкого и Неревского раскопов.
К писалам типа 18 относятся костяные предметы с зооморфным завершением. Они индивидуальны по оформлению и многофункциональны по употреблению. Выполнены, как правило, из рога и тщательно отшлифованы.
К типу 19 относят орудия для письма по воску, лопаточка которых имеет утолщение — валик по краю рабочей поверхности.
В одно время с писалами типа 2 сосуществовали писала типа 12 (варианты «а» и «б»), которые весьма просты по форме. Аналогии им известны среди староболгарских стилей IX века — начала XI века. Именно в этот период металлические писала получили широкое распространение в европейских странах (Великой Моравии, Польше). На усадьбе «И», которая вначале являлась двором ремесленника, а в XII—XIII веках представляла усадьбу Онфима, вместе с берестяной грамотой № 238 на этом же уровне, практически на том же месте, где выявлен архив Онфима, обнаружены писала типа 7. В XIV—XV веках эта усадьба принадлежала роду Мишиничей, а часть её — священнослужителям. Ко времени заселения усадьбы Мишиничами, относят находки грамоты № 312 и писала типа 15. Большинство из писал с древнерусского Большого Шепетовского городища у села Городище Шепетовского района Хмельницкой области (Украина) относится к распространённым общерусским типам 3, 6, 7, 11, одно писало относится к типу 13, определяемому специалистами как юго-западный, два писала представляют собой упрощённый вариант типа 8. Предположительно, костяное писало типа 1 было обнаружено в Архангельске в 1972 году.

## Галерея

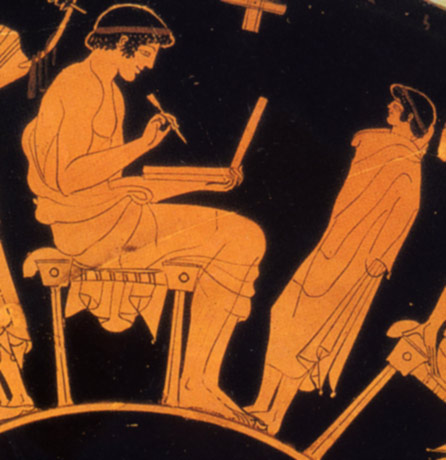
Дурис. Античный грек пишет на восковой табличке. Около 500 до н. э. Берлин, Античное собрание
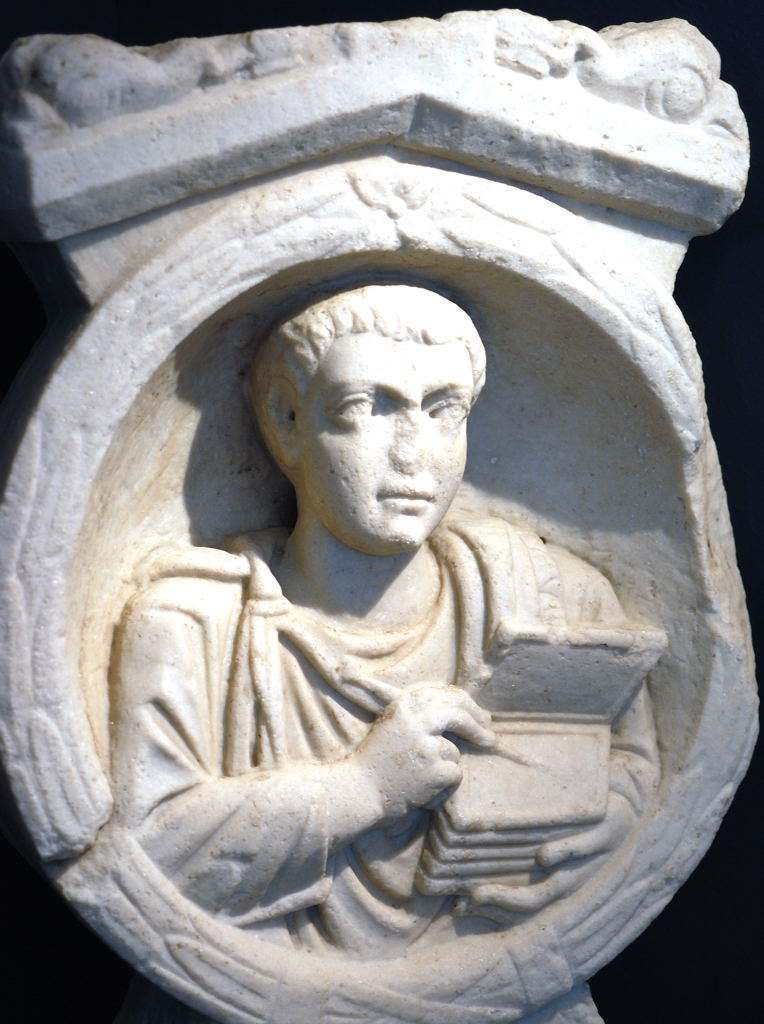
Барельеф из римской гробницы
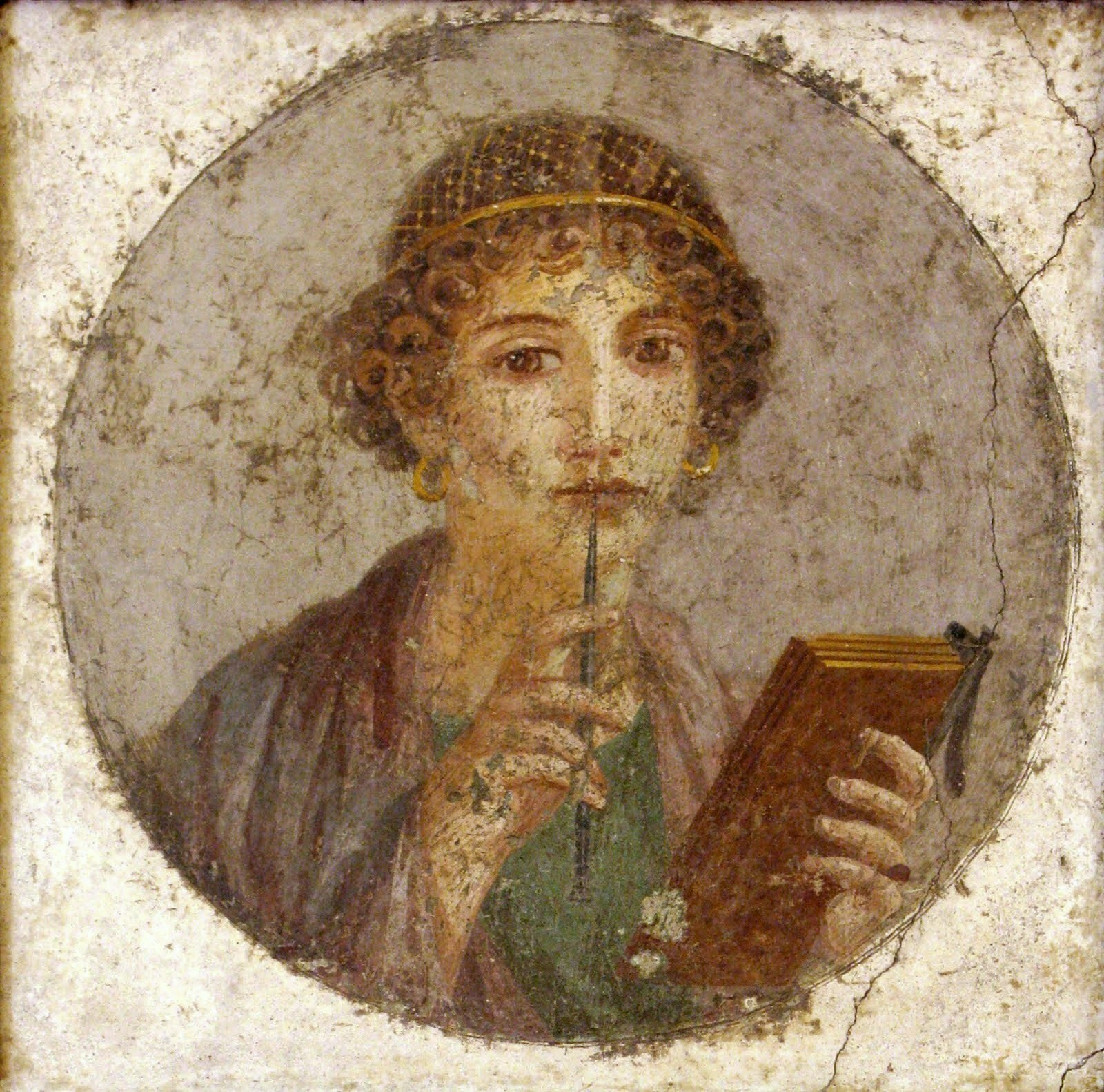
Сапфо, фреска в Помпеях
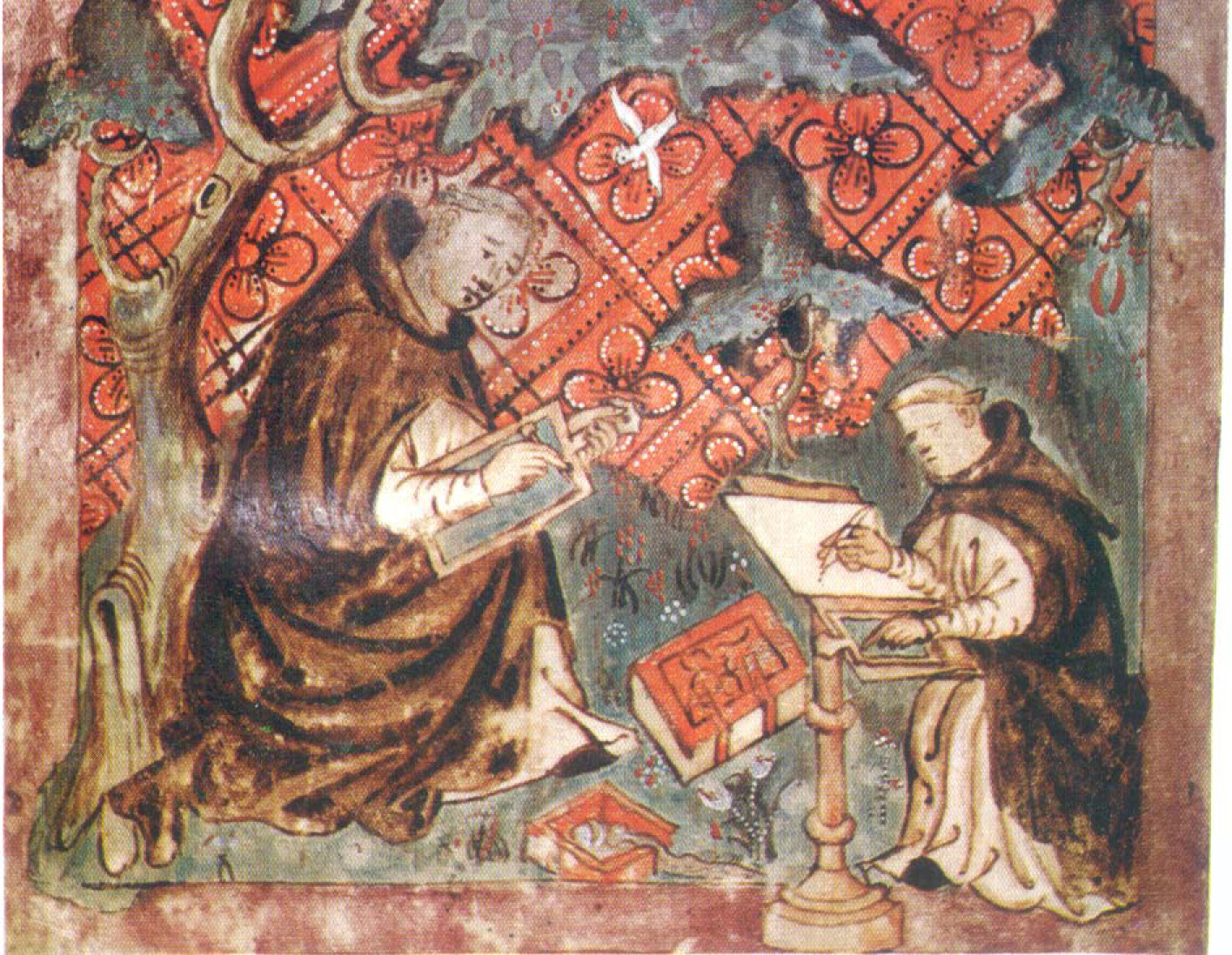
Миниатюра из книги 1380 года
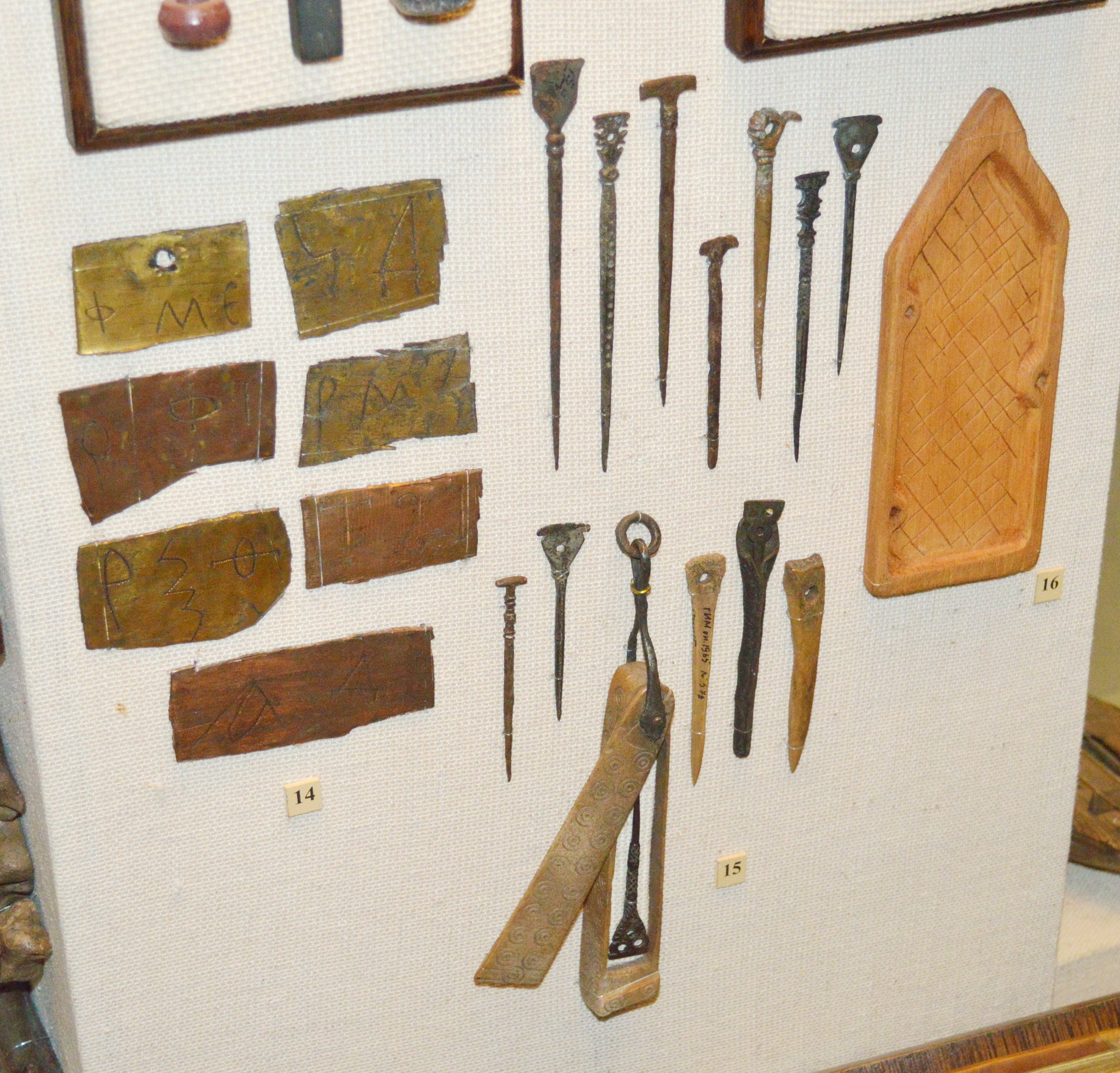
Писала из раскопок Новгорода